# Berdeniella ordesica
Berdeniella ordesica és una espècie d'insecte dípter pertanyent a la família dels psicòdids que es troba a Europa: Espanya.